# 芙蓉岛
芙蓉岛，位于中华人民共和国华东地区山东半岛以北的渤海莱州湾东部海域，隶属于山东省莱州市管辖，东北距大陆最近点三山岛特别工业区刁龙嘴约4.5千米。岛上无常住居民。

## 地理
芙蓉岛南北长约0.76千米，东西宽约0.66千米。面积0.2658平方千米，海岸线长约2.41千米。岛上最高点位于西北部，高程为75.7千米。